# Петрашовка (Хмельницкая область)
Петрашо́вка (укр. Петрашівка) — село в Виньковецком районе Хмельницкой области Украины, на реке Самка. До 1947 года село носило название Петраши.
Население — около 1200 человек. Значительную часть населения села Петрашовка (порядка 500 человек) составляют русские старообрядцы поповского согласия.
Это крупное старообрядческое поселение на территории Подолья было основано в 1749 веке выходцами из России. По легенде русское население села происходит из Поморья, побережья Белого моря. Русские в селе Петрашовка сохраняют черты северного наречия русского языка, традиционные имена. Русское население Петрашовки сохраняет бытовые особенности старообрядчества: мужчины носят бороды, среди женщин встречается ношение сарафана, в церкви женщины и мужчины стоят отдельно.
Во время антирелигиозной кампании 1920—1930 гг. были разрушены два старообрядческих храма, находившихся в селе: церковь Успения пресвятой богородицы и церковь Покрова, построенная в 1869 году); священнослужители были репрессированы. В 1999 году была отстроена новая церковь Успения. В 1929 году в селе была открыта школа с русским языком преподавания, которую закрыли во время кампании по украинизации в 1990-е годы.
В 1946 г. указом ПВС УССР село Петраши-Украинские переименовано в Петрашовку, а Петраши-Русские в Новопетрашовку.